# Королів Василь Костянтинович
Васи́ль Ко́стьович Королі́в (Стари́й) (4 (16) лютого 1879  с. Ладин, Прилуцький повіт, Полтавська губернія, Російська імперія — 11 грудня 1941, Мельник, поблизу Праги, Протекторат Богемії та Моравії) — український громадський діяч, письменник, видавець. Член ТУП (фактично сенатор). Один із засновників Української Центральної ради. Псевдоніми та криптоніми — В. Диканський, Старий Василь, Подорожний, П. Щур, Хуторянин Старий, В. Дикий, Amator, В. Д., П-ий та ін.

## Життєпис
Народився на Полтавщині в дуже красивому лану в сім'ї священника. Батько його, Королів Костянтин Іванович, певний час був настоятелем Свято-Троїцької церкви у Диканьці (1891—1895, 1902—1912). 1908 року він обвінчав письменника Олексу Діхтяра і Варвару Корольову (написання прізвища було саме таке — на російський зразок), що була двоюрідною сестрою Василя. Мати виховувала трьох дітей, але коли Василю було два роки, вона і двоє його братів померли від холери.
Закінчив Полтавську бурсу та Полтавську духовну семінарію. У своїх спогадах про Симона Петлюру В. Королів згадував, як, вступивши до Полтавської бурси, познайомився з Симоном і підтримував цю дружбу довгі роки.
Отримавши імператорський дозвіл на навчання у світському закладі, вступив до Харківського ветеринарного інституту, що його закінчив 1902 року. Працював ветеринарним лікарем. Видав популярний посібник з ветеринарії — рос. «Скотолечебник». У 1911 р. відкрив у Києві першу в Україні ферму «Зааненталь» з утриманням заанентальської породи кіз, яку завіз із Швейцарії.
Брав участь в революційному і українському національному русі. 1906 року за організацію селянської спілки був заарештований і ув'язнений. Після звільнення перебував під наглядом поліції. Зайнявся журналістикою, став активним дописувачем українських газет , «Хлібороб», «Засів». Був засновником найбільшого й найактивнішого в Києві видавництва «Час» (1908—1920). Став першим редактором часопису «Книгарь» — першого критико-бібліографічного періодичного видання України, який видавало це видавництво. За час редагування опублікував на його сторінках 37 статей та відгуків на нові видання. Працював секретарем редакції газети «Рада», єдиної щоденної громадсько-політичної газети українською мовою в Україні (1906—1914). Часто під різними псевдонімами виступав на сторінках газет «Трибуна» й «Відродження».
Був одним із активних членів Товариства українських поступовців — таємної позапартійної політичної і громадської організації українців, яка постала в 1908 р. 7 березня 1917 року був обраний до складу членів Української Центральної Ради від ТУП. У тому ж році обраний членом Київського губернського виконавчого комітету Ради об'єднаних громадських організацій. Один із фундаторів та голова Товариства шкільної освіти, член ради Київського товариства «Просвіта».
1919 року відряджений з дипломатичною місією УНР до Праги, де й залишився емігрантом. Там познайомився з майбутньою дружиною — українською письменницею Наталеною Королевою і оселився в містечку Мельник 1927 року.
Подружжя часто бувало на Закарпатті, яке тоді входило до складу Чехословаччини, де підробляло, малюючи ікони та розписуючи церкви. Зокрема, Королів він написав багато ікон та виконав розпис василіанської монастирської церкви в селі Імстичево. «В тій добі все, що могли ми заробити, ми виплачували за зроблені в Чехах видання товариства „Час“ та інші, щоб не осоромити перед чехами українського імені. Злидні тисли нас так, що треба було кидатись на заробіток кожної корони», — згадував Королів.
Багато років викладав в Українській господарській академії в Подєбрадах, водночас не залишаючи літературної творчості. На початку грудня 1941 р. поїхав на кілька днів у Прагу, щоб забрати книжки та листівки з друкарні, зупинився у друзів. Повернувся 11 грудня, зайшов в свою хату, перехрестився і впав дружині на руки. Лікарі констатували серцевий напад.
Похований разом з дружиною Наталеною Королевою на міському цвинтарі святого Вацлава Мельник.

## Творчість
Видав для дітей та юнацтва роман «Чмелик» (Прага, 1920). Роман має підзаголовок «Навколо світу» і розповідає про долю юнака з Полтавщини, який змушений покинути рідну землю, блукати по світу, зазнаючи поневірянь скитальця. І хоча сяк-так владнав він своє життя в Австралії, туга за батьківщиною не полишає його. Врешті герой книги повертається в Україну. «Чмелик» В. Короліва-Старого виданий в Україні видавництвом «Світ дитини» 2010 року.
Також привертає увагу збірка казок «Нечиста сила», побудована на фольклорному матеріалі. Збірка побудована в незвичному ключі — ніби на міжнародному конгресі, що відбувся в ніч на Івана Купала на Лисій горі під Києвом, казкові персонажі вирішили розповісти людям правду про себе, щоб якоюсь мірою розвіяти свою погану славу. І в цьому їм зголосився допомогти український журналіст.
Серед його доробку статті — «У затінку (світлій пам'яті Марії Загірньої)», «Людина без копії — Борис Грінченко», переклади з чеської мови. Відомий своїми малярськими творами, зокрема серією малюнків природи та побуту Закарпаття та іконами, написаними для церков цього краю. Фундаментальною малярською його працею слід вважати розпис василиянської монастирської церкви в с. Імстичево.
1930 року опублікував спогади про Симона Петлюру, з яким не тільки навчався в Полтаві, але й співпрацював у Київському губернському земстві, зокрема в питанні упорядкування могили Т. Г. Шевченка.
Один з найвизначніших його творів — спогади «Згадки про мою смерть». Книжка була завершена 9 листопада 1941 року. Автор відвіз її до видавництва і, повернувшись додому, помер. У книзі Королів-Старий не тільки описує ті випадки зі свого життя, коли він був на волосинці від смерті, а й роздумує над долею українського народу, причинами програшу визвольних змагань 1917—1921 років.

## Вшанування пам'яті
У Диканці вулицю Лермонтова перейменували на вулицю Василя Короліва.